# Charley Chase
Pour les articles homonymes, voir Chase.
Pour l'actrice, voir Charley Chase (actrice pornographique).
Charley Chase est un acteur, réalisateur, producteur, scénariste et compositeur américain né le 20 octobre 1893 à Baltimore, Maryland (États-Unis), et décédé le 20 juin 1940 à Hollywood (Californie).

## Biographie
Né Charles Joseph Parrott. Acteur comique méconnu, grand, à la fine moustache. Le réalisateur fut plus ambitieux que l'acteur, sans parvenir à égaler Buster Keaton ou Harold Lloyd. Il est le frère de James Parrott. Il a signé ses films sous le nom de Charles Parrott. Il a fait partie, à ses débuts, de l'équipe des Keystone Cops dans des films produits par Mack Sennett.

## Filmographie

### comme acteur
- 1914 : The Anglers
- 1914 : Across the Hall
- 1914 : Mabel au volant (Mabel at the Wheel) de Mabel Normand et Mack Sennett : spectateur de la course
- 1914 : A Gambling Rube
- 1914 : When Ruben Fooled the Bandits
- 1914 : Our Country Cousin (en)
- 1914 : Charlot et Fatty dans le ring (The Knockout) de Charles Avery : Policier / Spectateur
- 1914 : Charlot et les Saucisses (Mabel's Busy Day) de Mack Sennett : Spectateur
- 1914 : Love and Bullets
- 1914 : Love and Salt Water
- 1914 : Mabel's New Job (en)
- 1914 : The Great Toe Mystery
- 1914 : Soldiers of Misfortune
- 1914 : Such a Cook
- 1914 : Charlot grande coquette (The Masquerader) : Acteur
- 1914 : Her Last Chance
- 1914 : Charlot garde-malade : Le neveu
- 1914 : Charlot et Fatty font la bombe (The Rounders) : Diner
- 1914 : Hello, Mabel (en) de Mabel Normand : Patron de Mabel
- 1914 : The Angels
- 1914 : Mabel's Blunder
- 1914 : Dash, Love and Splash
- 1914 : Shot in the Excitement
- 1914 : Dough and Dynamite : Client
- 1914 : Charlot et Mabel aux courses (Gentlemen of Nerve) : un spectateur
- 1914 : Cursed by His Beauty
- 1914 : Charlot déménageur (His Musical Career) : gérant d'un magasin de piano
- 1914 : His Talented Wife
- 1914 : Le Roman comique de Charlot et Lolotte (Tillie's Punctured Romance) de Mack Sennett : Le détective au cinéma
- 1914 : How Heroes Are Made de  Charles Parrott : The Boy Friend's Chum
- 1914 : Among the Mourners
- 1914 : Leading Lizzie Astray : Cafe Patron
- 1914 : Other People's Business
- 1914 : La Culotte magique de Fatty (Fatty's Magic Pants) : Fatty's Rival
- 1914 : Ambrose's First Falsehood : Neighbor
- 1914 : Only a Farmer's Daughter
- 1914 : Their Fatal Bumping
- 1915 : Settled at the Seaside
- 1915 : Hash House Mashers
- 1915 : Colored Villainy
- 1915 : Peanuts and Bullets
- 1915 : Hogan's Romance Upset (en) de Charles Avery : Bit Role
- 1915 : A Lucky Leap
- 1915 : Hearts and Planets
- 1915 : Love in Armor
- 1915 : Fatty's Faithful Fido (en) : Fight spectator
- 1915 : Fatty et Mabel à l'opéra (en) de Roscoe Arbuckle
- 1915 : The Rent Jumpers
- 1915 : Do-Re-Mi-Fa
- 1915 : Love, Loot and Crash : Harold, Dora's Suitor
- 1915 : Amour, Vitesse et Fanfreluches (Love, Speed and Thrills) de Mack Sennett
- 1915 : A Versatile Villain : Pete, Harry's assistant
- 1915 : When Villains Wait
- 1915 : A Human Hound's Triumph
- 1915 : Only a Messenger Boy
- 1915 : A Favorite Fool
- 1915 : His Father's Footsteps
- 1915 : The Hunt
- 1916 : A Dash of Courage
- 1917 : Her Torpedoed Love
- 1918 : Playmates : Dope fiend
- 1918 : Hello Trouble (en)
- 1918 : He's in Again : Piano Player
- 1919 : Ship Ahoy : Henchman
- 1919 : All at Sea
- 1920 : Why Go Home?
- 1920 : Live and Learn
- 1920 : Married to Order : The Suitor
- 1920 : April Fool
- 1920 : Moonshine
- 1921 : His Best Girl
- 1921 : Blue Sunday
- 1921 : The Hustler
- 1922 : Days of Old
- 1922 : In the Movies
- 1922 : The Dumb Bell
- 1922 : The Stone Age
- 1923 : Sold at Auction
- 1923 : Jack Frost
- 1923 : Her Dangerous Path : Glen Harper
- 1923 : Le Petit Prince (Long Live the King) de Victor Schertzinger
- 1924 : The Perfect Lady
- 1924 : At First Sight : Jimmy Jump
- 1924 : One of the Family
- 1924 : Just a Minute
- 1924 : Powder and Smoke : Jimmy Jump
- 1924 : Hard Knocks : Jimmie Jump
- 1924 : Love's Detour
- 1924 : The Fraidy Cat : Jimmy Jump
- 1924 : Don't Forget
- 1924 : The King of the Wild Horses (en) : Boyd Fielding
- 1924 : Publicity Pays
- 1924 : April Fool : Jimmy Jump
- 1924 : Position Wanted
- 1924 : Young Oldfield : Jimmy
- 1924 : Stolen Goods
- 1924 : Jubilo, Jr. : Director
- 1924 : Jeffries Jr. : Jimmy Jump
- 1924 : Why Husbands Go Mad
- 1924 : A Ten Minute Egg : Jimmy Jump
- 1924 : Seeing Nellie Home
- 1924 : Sweet Daddy
- 1924 : Why Men Work
- 1924 : Outdoor Pajamas
- 1924 : Sittin' Pretty : Jimmy Jump
- 1924 : Too Many Mammas
- 1924 : Bungalow Boobs
- 1924 : Accidental Accidents
- 1924 : Trempé jusqu'aux os (All Wet) : Jimmie Jump
- 1924 : The Poor Fish : Jimmie Jump
- 1924 : The Royal Razz
- 1925 : Is Marriage Goofy
- 1925 : Le Piège à rats (The Rat's Knuckles) de Leo McCarey : Jimmy Jump
- 1925 : Hello Baby !
- 1925 : Fighting Fluid
- 1925 : The Family Entrance
- 1925 : Plain and Fancy Girls
- 1925 : Should Husbands Be Watched? : Jamison Jump
- 1925 : Hard Boiled
- 1925 : Is Marriage the Bunk?
- 1925 : Bad Boy : Jimmy Jump
- 1925 : Le Grand Chaperon rouge (Big Red Riding Hood) : Jimmy Jump
- 1925 : Looking for Sally : Jimmie Jump
- 1925 : Une soirée de folie (What Price Goofy?) : Jamison
- 1925 : Quelle vie ! (Isn't Life Terrible?) de Leo McCarey : Charley
- 1925 : Innocent Husbands : Melvin
- 1925 : No Father to Guide Him
- 1925 : La Fille de l'aubergiste (The Caretaker's Daughter) : Charley
- 1925 : The Uneasy Three : The Crook
- 1925 : Charlie rate son mariage (His Wooden Wedding) : The Groom
- 1926 : Charley My Boy : Charley
- 1926 : Mama Behave : Charlie Chase / Jim Chase
- 1926 : Métier de chien (Dog Shy) : Charley aka Parker the Butler
- 1926 : Mum's the Word : Charlie, the Son
- 1926 : Docteur Frakass (Hard Boiled) de John G. Blystone
- 1926 : Vive le roi (Long Fliv the King) : Charles Chase
- 1926 : À visage découvert (Mighty Like a Moose) : Mr. Moose
- 1926 : Un mariage mouvementé (Thundering Fleas) de Robert F. McGowan : un invité
- 1926 : The Merry Widower : Hobo in Oyster Bar
- 1926 : Crazy Like a Fox : Wilson, the Groom
- 1926 : Bromo and Juliet : Charley
- 1926 : Tell 'Em Nothing : Gladstone, The Great Lover
- 1926 : Be Your Age : Charley, the Bashful Clerk
- 1926 : There Ain't No Santa Claus
- 1927 : Many Scrappy Returns
- 1927 : Are Brunettes Safe?
- 1927 : A One Mama Man : Willie Shoemaker / Count Tosky
- 1927 : Forgotten Sweeties : Thurston
- 1927 : Bigger and Better Blondes
- 1927 : Fluttering Hearts : Charley
- 1927 : The Glorious Fourth : Top Hat inebriate
- 1927 : What Women Did for Me
- 1927 : The Sting of Stings : Charley
- 1927 : The Lighter That Failed
- 1927 : Now I'll Tell One
- 1927 : Le Chant du coucou (Call of the Cuckoo) : un pensionnaire de l'asile
- 1927 : The Way of All Pants
- 1927 : Us
- 1927 : Assistant Wives : Charley, the Ambitious Husband
- 1927 : Never the Dames Shall Meet
- 1928 : All for Nothing
- 1928 : The Family Group
- 1928 : Aching Youths
- 1928 : Limousine Love : The Groom
- 1928 : The Fight Pest
- 1928 : Imagine My Embarrassment
- 1928 : Is Everybody Happy?
- 1928 : All Parts
- 1928 : The Booster
- 1928 : Chasing Husbands
- 1929 : Ruby Lips
- 1929 : Off to Buffalo
- 1929 : Loud Soup
- 1929 : Thin Twins
- 1929 : Movie Night : Charley Chase
- 1929 : The Big Squawk : Charley
- 1929 : Leaping Love : Charley Chase
- 1929 : Modern Love : John Jones
- 1929 : Snappy Sneezer : Charley
- 1929 : Crazy Feet
- 1929 : Stepping Out
- 1929 : Great Gobs
- 1930 : Timide malgré lui
- 1930 : El Príncipe del dólar
- 1930 : El Jugador de golf
- 1930 : Le Joueur de golf
- 1930 : ¡Huye, faldas!
- 1930 : Garde la bombe
- 1930 : Chercheuses d'or
- 1930 : Una Cana al aire
- 1930 : The Real McCoy : Charley
- 1930 : Whispering Whoopee : Charley
- 1930 : All Teed Up : Mr. Chase
- 1930 : Fifty Million Husbands
- 1930 : Fast Work
- 1930 : Girl Shock
- 1930 : Locuras de amor : Carlos
- 1930 : Dollar Dizzy : Mr. Chase
- 1930 : Looser Than Loose
- 1930 : High C's : Sgt. Charles Augustus Chase
- 1931 : La Señorita de Chicago
- 1931 : Thundering Tenors
- 1931 : El Alma de la fiesta : Carlitos
- 1931 : The Pip from Pittsburgh : Charley
- 1931 : Monerías : Carlosy
- 1931 : Rough Seas : Charley
- 1931 : One of the Smiths
- 1931 : The Panic Is On
- 1931 : Skip the Maloo!
- 1931 : What a Bozo! : Charley Chase
- 1931 : The Hasty Marriage : Charley Chase
- 1932 : The Tabasco Kid : Charley / Francisco Murietta
- 1932 : The Nickel Nurser : Charley Chase
- 1932 : In Walked Charley : Charley Chase
- 1932 : First in War
- 1932 : Young Ironsides : Fearless
- 1932 : Girl Grief
- 1932 : Now We'll Tell One : Charley Chase
- 1932 : Mr. Bride
- 1933 : Fallen Arches : Charley Chase
- 1933 : Nature in the Wrong : Charley Chase
- 1933 : His Silent Racket : Charley Chase
- 1933 : Arabian Tights : Charley
- 1933 : Sherman Said It
- 1933 : Midsummer Mush : Charley
- 1933 : Luncheon at Twelve : Charley Chase
- 1933 : Les Compagnons de la nouba (Sons of the Desert) : Charley Chase
- 1934 : The Cracked Iceman
- 1934 : Four Parts
- 1934 : I'll Take Vanilla : Charley
- 1934 : Another Wild Idea : Charley
- 1934 : It Happened One Day : Charley Chase
- 1934 : Something Simple
- 1934 : You Said a Hatful! : Charley Chase
- 1934 : Fate's Fathead : Charley Chase
- 1934 : The Chases of Pimple Street : Charley Chase
- 1935 : Okay Toots! : Charley Chase
- 1935 : Poker at Eight : Charley
- 1935 : Southern Exposure : Colonel Charley Chase / Pappy Chase
- 1935 : The Four Star Boarder
- 1935 : Nurse to You!
- 1935 : Manhattan Monkey Business : Charley aka Francois
- 1935 : Life Hesitates at 40
- 1935 : Public Ghost No. 1 : Charley
- 1936 : The Count Takes the Count
- 1936 : On the Wrong Trek : Charley Chase
- 1936 : Neighborhood House : Charley
- 1936 : Kelly the Second : Dr. J. Willoughby Klum
- 1937 : Hollywood Party : Charley Chan Chase, Co-Host
- 1937 : The Grand Hooter
- 1937 : From Bad to Worse
- 1937 : The Wrong Miss Wright : Charley
- 1937 : Calling All Doctors
- 1937 : The Big Squirt : Charley Chase
- 1937 : Man Bites Lovebug : Charles Clayfoot Chase
- 1938 : Time Out for Trouble : Charley
- 1938 : Vamp Till Ready
- 1938 : The Mind Needer
- 1938 : Many Sappy Returns
- 1938 : The Nightshirt Bandit : Professor Chase
- 1938 : Pie à la Maid
- 1939 : The Sap Takes a Wrap : Charley
- 1939 : The Chump Takes a Bump
- 1939 : Rattling Romeo : Charley Chase
- 1939 : Skinny the Moocher
- 1939 : Teacher's Pest : Charley Chase (the schoolteacher)
- 1939 : The Awful Goof
- 1940 : His Bridal Fright : Charley
- 1940 : The Heckler (en) : Noisy
- 1940 : South of the Boudoir

### comme réalisateur
- 1914 : Such a Cook
- 1914 : The Angels
- 1914 : How Heroes Are Made
- 1914 : Wild West Love
- 1914 : Their Fatal Bumping
- 1915 : Her Winning Punch
- 1915 : A Human Hound's Triumph
- 1915 : He Wouldn't Stay Down
- 1915 : A Home Breaking Hound
- 1915 : Dirty Work in a Laundry
- 1915 : Our Dare Devil Chief
- 1915 : Only a Messenger Boy
- 1915 : His Father's Footsteps
- 1916 : His Pride and Shame
- 1916 : A Dash of Courage
- 1917 : His Bomb Policy
- 1918 : Bright and Early
- 1918 : The Handy Man
- 1918 : The Straight and Narrow (en)
- 1918 : Playmates
- 1918 : Beauties in Distress (en)
- 1918 : Business Before Honesty
- 1918 : Hello Trouble (en)
- 1918 : Painless Love
- 1918 : He's in Again
- 1919 : Hop, the Bellhop (en)
- 1919 : Her First False Hare
- 1919 : Her Tender Feet
- 1919 : The Jailbreaker
- 1919 : All at Sea
- 1919 : Call for Mr. Caveman
- 1919 : Order in the Court
- 1919 : Giving the Bride Away
- 1919 : Tough Luck
- 1920 : Red Hot Hottentotts
- 1920 : Slippery Slickers
- 1920 : The Floor Below
- 1920 : Getting His Goat
- 1920 : Waltz Me Around
- 1920 : Hoodooed
- 1920 : Fresh Paint
- 1920 : Teasing the Soil
- 1920 : Flat Broke
- 1920 : Cut the Cards
- 1920 : The Dinner Hour
- 1920 : Find the Girl
- 1920 : Speed to Spare
- 1920 : Shoot on Sight
- 1920 : Trotting Through Turkey
- 1920 : Drink Hearty
- 1920 : Nearly a Maid
- 1920 : All Dressed Up
- 1920 : Beating Cheaters
- 1920 : All in a Day
- 1920 : Le Naufrage de Beaucitron (Don't Rock the Boat)
- 1920 : The Home Stretch
- 1920 : Call a Taxi
- 1920 : Run 'Em Ragged
- 1920 : A London Bobby
- 1920 : Rock-a-Bye Baby
- 1920 : When the Wind Blows
- 1920 : Married to Order
- 1920 : The Dear Departed
- 1920 : April Fool
- 1920 : Moonshine
- 1921 : His Best Girl
- 1921 : Rush Orders
- 1921 : The Killjoys
- 1921 : You're Next
- 1921 : At the Ringside
- 1921 : Late Lodgers
- 1921 : Gone to the Country
- 1921 : Law and Order
- 1921 : Fifteen Minutes
- 1921 : On Location
- 1921 : Hocus Pocus
- 1921 : Penny-in-the-Slot
- 1921 : Sink or Swim
- 1921 : Shake 'Em Up
- 1921 : The Corner Pocket
- 1922 : Lose No Time
- 1922 : Call the Witness
- 1922 : Years to Come
- 1922 : Blow 'Em Up
- 1922 : Rich Man, Poor Man
- 1922 : Hot Off the Press
- 1922 : Full o' Pep
- 1922 : Days of Old
- 1922 : Light Showers
- 1922 : Do Me a Favor
- 1922 : In the Movies
- 1922 : The Dumb Bell
- 1922 : The Stone Age
- 1922 : Bone Dry
- 1922 : 365 Days
- 1922 : Un vieux loup de mer (The Old Sea Dog)
- 1922 : Hook, Line and Sinker
- 1922 : Newly Rich
- 1923 : A Tough Winter
- 1923 : Before the Public
- 1923 : Where Am I?
- 1923 : Sold at Auction
- 1923 : For Art's Sake
- 1923 : Jack Frost
- 1923 : Dear Ol' Pal
- 1924 : Fast Company (en)
- 1933 : Nature in the Wrong
- 1933 : Midsummer Mush
- 1933 : Luncheon at Twelve
- 1934 : Music in Your Hair
- 1934 : Fate's Fathead
- 1934 : The Chases of Pimple Street
- 1935 : Okay Toots!
- 1935 : Southern Exposure
- 1935 : The Four Star Boarder
- 1935 : Life Hesitates at 40
- 1936 : En vadrouille (On the Wrong Trek)
- 1937 : Oh, What a Knight!
- 1938 : The Old Raid Mule
- 1938 : Vamp Till Ready
- 1938 : Tassels in the Air
- 1938 : Ankles Away
- 1938 : Half-way to Hollywood
- 1938 : Violent Is the Word for Curly
- 1938 : A Nag in the Bag
- 1938 : Mutts to You
- 1938 : Flat Foot Stooges
- 1939 : Mutiny on the Body
- 1939 : Boom Goes the Groom
- 1939 : Saved by the Belle
- 1939 : Static in the Attic

### comme producteur
- 1939 : Now It Can Be Sold
- 1937 : The Big Squirt
- 1937 : Gracie at the Bat
- 1938 : Termites of 1938
- 1938 : The Old Raid Mule
- 1938 : Tassels in the Air
- 1938 : Violent Is the Word for Curly
- 1938 : Mutts to You
- 1938 : Flat Foot Stooges
- 1939 : The Sap Takes a Wrap
- 1939 : Saved by the Belle
- 1939 : Rattling Romeo
- 1939 : Static in the Attic
- 1939 : Teacher's Pest
- 1939 : The Awful Goof
- 1940 : His Bridal Fright
- 1940 : The Heckler (en)
- 1960 : Stop! Look! and Laugh!

### comme scénariste
- 1919 : Ship Ahoy
- 1919 : Hearts in Hock (en)
- 1926 : Tell 'Em Nothing
- 1938 : Ankles Away
- 1938 : Many Sappy Returns
- 1938 : Flat Foot Stooges
- 1938 : Pie à la Maid
- 1939 : The Sap Takes a Wrap